# Lunar and Planetary Laboratory

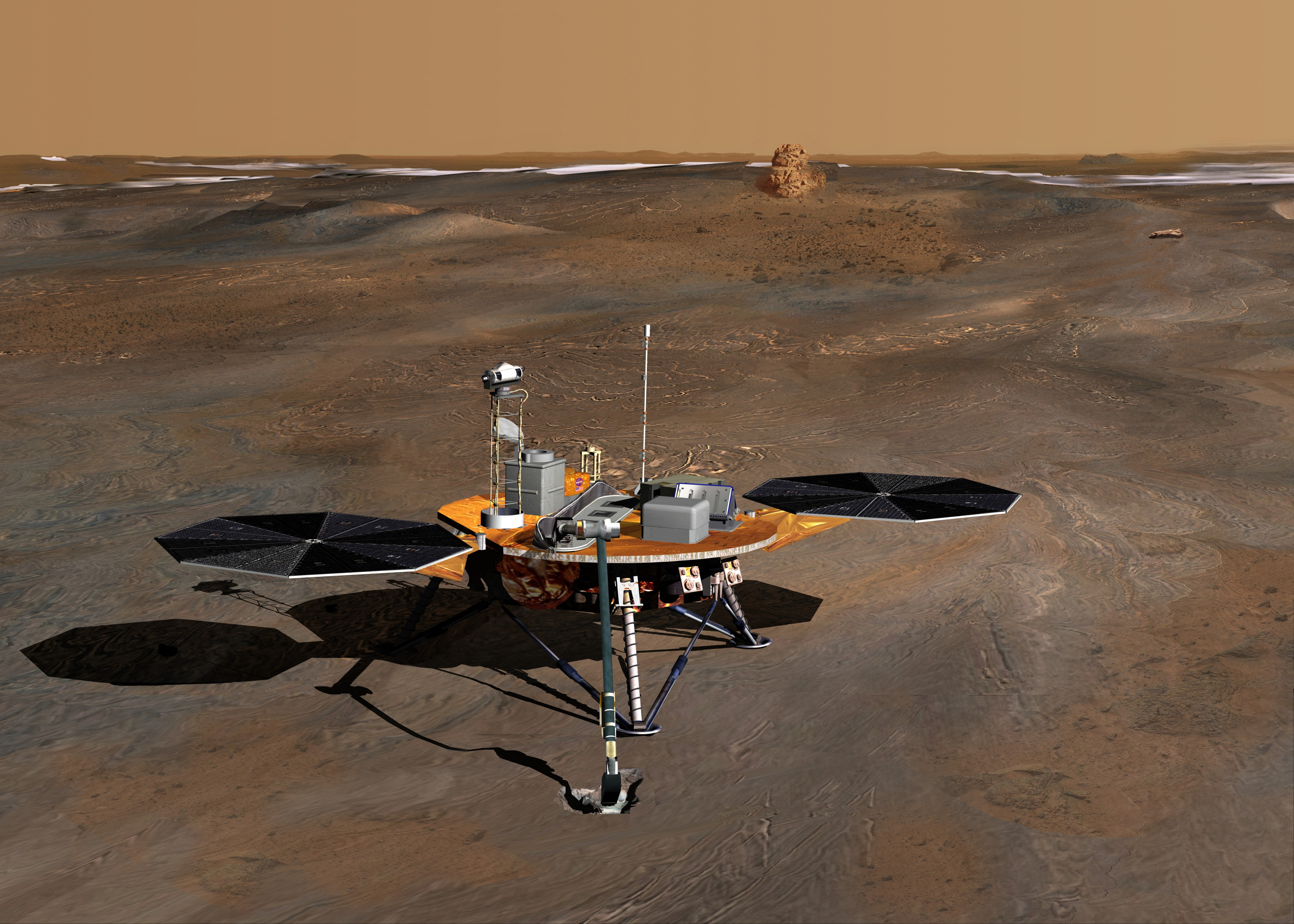
Imatge conceptual de la Phoenix (sonda)

Lunar and Planetary Laboratory (LPL) és un centre de recerca per la ciència planetària localitzada a Tucson, Arizona. També és una escola de postgrau, que constitueix el Departament de Ciències Planetàries de la Universitat d'Arizona. L'LPL és un dels programes més grans del món dedicats exclusivament a la ciència planetària en l'àmbit universitari.

## Fons
L'LPL va ser fundat el 1960 per l'astrònom Gerard Kuiper. Kuiper havia estat durant molt temps un pioner en l'observació del sistema solar, especialment de la Lluna, en un moment quan no estava de moda entre els astrònoms. Entre les seves contribucions són la descoberta de Miranda i Nereida, la detecció de diòxid de carboni a Mart i de metà a Tità, i la predicció del Cinturó de Kuiper.
Kuiper va arribar a Tucson a la recerca d'una més gran independència del que havia gaudit en la Universitat de Chicago, l'oportunitat de construir una comunitat dedicada a estudis de sistemes solars, i també per estar més a prop de molts llocs potencials al sud d'Arizona per observatoris de classe mundial, com ara Kitt Peak National Observatory (fundat el 1958). L'LPL va ser establert sota els auspicis de la Universitat d'Arizona, amb Kuiper servint com a director fins a la seva mort.
Els esforços de l'LPL són veritablement interdisciplinari. El coneixement i les tècniques de l'astronomia, la física, la química, la geologia, la geofísica, la geoquímica, la ciència atmosfèrica, i l'enginyeria acumulada són tots exercida sobre l'únic objectiu d'estudiar els sistemes planetaris. Molts estudiants venen a l'LPL havent estudiat només un o dos d'aquests temes en detall, de manera que un ampli pla d'estudis és essencial.
El 1973, la universitat va crear un Departament de Graduats de Ciències Planetàries, de funcionament continu amb LPL. Això va proporcionar un marc administratiu per a l'LPL per admetre estudiants graduats i prendre un paper més important en l'ensenyament. El director de l'LPL és alhora cap del departament i director del laboratori. El cap i l'actual director és Timothy D. Swindle.

## Missions espacials
Lunar and Planetary Laboratory ha estat involucrat en gairebé totes les naus espacials interplanetàries enviades. Aquests són alguns dels principals que estava o està involucrat:
- OSIRIS-REx – asteroide – Responsable de l'investigador principal, la construcció del sistema de càmeres, les operacions científiques, i l'educació i la divulgació pública.
- MAVEN – Mart – El doctor Roger Yelle és un científic interdisciplinari en la missió.
- Missió Phoenix Scout – Mart – Responsable de l'investigador principal, la construcció dels sistemes de càmeres i l'instrument TEGA, i les operacions científiques en la superfície de Mart.
- Mars Reconnaissance Orbiter – Mart – Responsable de la construcció i operació de la càmera HiRISE, la càmera d'obertura més gran mai enviada a un altre planeta.
- Mars Global Surveyor – Mart – El Dr. Alfred McEwen és un científic que participa en la Mars Orbital Camera Team. El Dr Steve Bougher és membre de l'equip de frenat aerodinàmic MGS que està realitzant exercicis aeròbics (tardor de 1997 i tardor de 1998).
- Deep Space 2 – Mart – Un dels membres de l'equip de ciències era del Lunar and Planetary Laboratory.
- Mars Odyssey – Mart – Responsable del GRS: L'espectròmetre de raigs gamma, per construir i mantenir-lo.
- Pioneer 10 – Júpiter – Responsable de l'IPP: The Imaging Photopolarimeter, pel seu funcionament.
- Pioneer 11 – Júpiter i Saturn – Responsable de l'IPP: Imaging Photopolarimeter, pel seu funcionament.
- Pioneer Venus – Venus – Responsable de l'LFSR: Large Probe Solar Flux Radiometer, per calibrar i operar.
- MESSENGER – Mercuri – El científic participa en el Mercury Atmospheric and Surface Composition Spectrometer (MASCS).
- Galileo – Jupiter - Part construïda de l'espectròmetre ultraviolat a bord de la nau espacial
- Cassini – Saturn – Col·laborador principal de l'equip, el més gran de qualsevol universitat al món. Responsable de prendre i analitzar imatges de la superfície de Tità i Encèlad.
- Deep Impact – Cometa Tempel 1 – Científic de LPL ajudat per córrer molts dels simulacres per assegurar l'aeronau assoliria el seu objectiu.
- Mars Pathfinder – Mart – Dissenyat, integrat, i operat una de les càmeres en el mòdul d'aterratge.
- Sonda Huygens – Tità, la lluna de Saturn – La universitat va construir i va operar l'única càmera de la sonda, i és responsable d'una sèrie de pel·lícules que mostren l'aterratge. Vegeu la pàgina del lloc web LPL Huygens Arxivat 2015-11-22 a Wayback Machine. per a més informació i les pel·lícules.
- Mars Polar Lander – Mart – Construït el Thermal Evolved Gas Analyzer, un instrument similar és l'explorador Phoenix Scout.
- Voyager – Júpiter, Saturn, Urà, Neptú – Construït i operat l'espectròmetre ultraviolat, i va participar en l'equip d'imatges de la nau espacial.
- Ulysses – Sol – Dos científics van participar en les investigacions de la física heliosfèrica de raigs còsmics i les propietats del medi interplanetari.
- NEAR – Objecte proper a la Terra Eros – va Participar en l'Espectròmetre/de Raig gamma de la Radiografia (XGRS) equip de ciència.

## Observacions astronòmiques
Lunar and Planetary Laboratory està involucrat amb Spacewatch, el programa per identificar objectes propers a la Terra, amb el Planetary Atmosphere Project per mesurar el contingut de les atmosferes de diversos planetes, amb ocultacions, l'art de mesurar l'espectrografia d'una estrella quan passa darrere d'un planeta, per veure de què es compon l'atmosfera d'un planeta, amb els estudis del planeta Mercuri, amb el Catalina Sky Survey, relacionat amb el programa de vigilància Espacial, així com les ciències interdisciplinàries com l'astrofísica teòrica i la física espacial, ajudant a trobar les respostes a preguntes com ara: Què és la matèria fosca?